# Artur Orzech
Artur Dariusz Orzech (ur. 22 lutego 1964 w Jeleniej Górze) – polski dziennikarz muzyczny, konferansjer, prezenter radiowy i telewizyjny, muzyk i iranista.

## Życiorys
Ukończył IV Liceum Ogólnokształcące im. Adama Mickiewicza w Warszawie, w klasie o profilu ogólnym z rozszerzonym językiem angielskim. W 1983 rozpoczął studia na Uniwersytecie Warszawskim na kierunku iranistyka. Po roku nauki podjął pracę tłumacza; w tym charakterze pracował między innymi dla Ministerstwa Spraw Zagranicznych. Po czwartym roku studiów, w latach 1987–1988 przebywał na stypendium naukowo-badawczym na Uniwersytecie Kabulskim w Afganistanie. Po ukończeniu (z wyróżnieniem) studiów w 1989 został asystentem w Zakładzie Iranistyki Wydziału Orientalistycznego Uniwersytetu Warszawskiego, gdzie pracował przez 12 lat.
W 1983 z kolegą z klasy Piotrem Klattem był współzałożycielem zespołu rockowego Róże Europy, w którym był gitarzystą i autorem muzyki na pierwszych dwóch płytach – Stańcie przed lustrami i Krew Marilyn Monroe. Ok. 1989/1990 opuścił zespół, żeby skupić się na karierze naukowej. W 2023 został ponownie członkiem Róż Europy.
Podjął pracę w Radio Dla Ciebie, później trafił do radiowej Jedynki, a w 2001 – do Trójki. Pierwszy raz w Trójce pojawił się na początku lat 90. Prowadził audycję Orzech i reszta, a od września 2007 prowadził audycję Prywatna kolekcja. W latach 2006–2015 poprowadził trzy wydania Listy Przebojów Programu Trzeciego. Prowadził też audycje: Zaraz wracam i Trzy kontynenty. Jesienią 2017 w związku z działaniami ówczesnego dyrektora Trójki Wiktora Świetlika odszedł ze stacji. W 2020 należał do zespołu redakcyjnego internetowej stacji radiowej RadioSpacja.pl jako prezenter audycji Swoją drogą.
W latach 2001–2007 pełnił funkcję prorektora ds. studenckich w niepublicznej Wyższej Szkole Promocji w Warszawie.
W latach 1994–1997 prowadził program Muzyczna Jedynka w TVP1. Był też gospodarzem innych programów emitowanych w TVP: Twoja Lista Przebojów (1997–1998), Muzyczny Serwis Jedynki, Studio Orzech (oba w 2000), Śpiewaj i walcz (2010), Świat się kręci (2015–2016), Hit, Hit, Hurra (2016) i Szansa na sukces (2019–2021), a także współprowadził poranny program TVP2 Pytanie na śniadanie.
Od 1992 do 2020 (z krótkimi przerwami w latach 1996–1997 z racji przeniesienia do Polskiego Radia i w latach 2012–2013 z racji braku udziału Polski) komentował dla polskich widzów Konkurs Piosenki Eurowizji, w latach 2004–2020 (z przerwą związaną z brakiem udziału Polski) – Konkurs Piosenki Eurowizji Junior, a w latach 2007–2008 – Konkurs Tańca Eurowizji. Ponadto w latach 2003–2004, 2006–2007, 2010 i 2016–2018 prowadził finał Krajowych Eliminacji wyłaniających reprezentantów Polski w Konkursie Piosenki Eurowizji. 1 października 2017 zasiadł w jury krajowych eliminacji do 15. Konkursu Piosenki Eurowizji Junior. W latach 2021–2023 komentował Konkurs Piosenki Eurowizji na swoim kanale na platformie YouTube, a od 2024 ponownie jest komentatorem wydarzenia dla widzów TVP.
Wielokrotnie prowadził Krajowy Festiwal Piosenki Polskiej w Opolu i Sopot Festival, ponadto w 1997, 1998, 2000, 2010 i 2013 prowadził galę rozdania Fryderyków. W 2017, 2018 i 2019 prowadził galę rozdania Telekamer.
Od 2011 zasiada w Radzie Akademii Fonograficznej ZPAV w sekcji muzyki rozrywkowej.
W marcu 2021 został zwolniony z pracy w TVP, bo – według władz stacji – zbyt późno poinformował o swojej absencji na planie nagraniowym do programu Szansa na sukces z powodu „niedyspozycji”, co spowodowało opóźnienie w realizacji odcinka charytatywnego, a także według komunikatu nadawcy naraził TVP na „straty finansowe i wizerunkowe”. Sam zainteresowany wytłumaczył niestawienie się w pracy sprzeciwem wobec dominującej linii muzycznej publicznego nadawcy i niezgodą na poprowadzenie odcinków z udziałem m.in. discopolowego zespołu Boys czy Jana Pietrzaka.
W czerwcu 2021 dołączył do zespołu redakcyjnego internetowej rozgłośni Rockserwis.fm, gdzie prowadzi audycję NUTA NUT'A.
Na początku 2024 wznowił współpracę z TVP jako komentator Konkursu Piosenki Eurowizji i prowadzący Szansę na sukces w TVP2.

## Życie prywatne
W 2006 poślubił Karolinę Kozłowską, z którą rozwiódł się w 2015. W 2023 ożenił się z Emilią, z którą ma syna. W 2025 po raz drugi został ojcem.

## Publikacje
- Artur Orzech, Karolina Orzech, Wiza do Iranu, Warszawa: Wielka Litera, 2014, ISBN 978-83-64142-49-9 [dostęp 2024-06-02]. Brak numerów stron w książce